# Kolë Tromara
Kolë Thanas Tromara (ur. 15 maja 1884 we wsi Qyteze k. Kolonje, zm. 13 kwietnia 1945) – albański polityk i działacz narodowy, minister kultury w 1944 w rządzie Rexhepa Mitrovicy.

## Życiorys
Pochodził z rodziny prawosławnej, był synem Thanasa i Kostandiny. Uczył się w Korczy, a następnie w Grecji. Pracował jako farmaceuta w Korczy, ale problemy ekonomiczne zmusiły go w 1906 do migracji do Stanów Zjednoczonych. W Bostonie związał się z albańskim ruchem narodowym, wydawał albańskojęzyczną gazetę Kombi (Naród). Był sekretarzem stowarzyszenia Besē a Besē, którym kierował Fan Noli. W latach 1916–1920 stał na czele stowarzyszenia Vatra, działającego w Bostonie – najbardziej wpływowej organizacji albańskiej diaspory. W 1919 reprezentował Albańczyków mieszkających w USA na konferencji pokojowej w Paryżu.
W 1920 powrócił do kraju i objął stanowisko prefekta okręgu Gjirokastra. Na tym stanowisku aktywnie wspierał działania na rzecz autokefalii Albańskiego Kościoła Prawosławnego. Rok później związał się ze stowarzyszeniem Adtheu (Ojczyzna), w którym współpracował z Avni Rustemim. W grudniu 1923 uzyskał mandat deputowanego do parlamentu. W czerwcu 1924 poparł przewrót organizowany przez Fana Noliego, a po przejęciu przez niego władzy objął stanowisko prefekta okręgu Elbasan. Po upadku rządu Noliego w grudniu 1924 wyjechał z kraju i zamieszkał w Wiedniu. Na emigracji związał się z organizacją Bashkimi Kombētar (Związek Narodowy). W latach 1928 i 1931 dwukrotnie skazywany na karę śmierci za próby organizowania zamachu na króla Zoga I.
W 1940 powrócił do kraju i wszedł w skład pro-włoskiej Rady Państwa. W 1942 objął stanowisko prefekta okręgu Korczy. W tym samym roku współtworzył organizację Balli Kombētar. Po kapitulacji Włoch zrezygnował ze stanowiska, ale w 1944 przyjął propozycję niemiecką i stanął na czele ministerstwa kultury w rządzie Rexhepa Mitrovicy. Schwytany przez partyzantów komunistycznych był przetrzymywany w starym więzieniu w Tiranie. W 1945 stanął przed Sądem Specjalnym w Tiranie, który skazał go na karę śmierci za współpracę z okupantem. 13 kwietnia 1945 został rozstrzelany we Kodra e Priftit na przedmieściach Tirany i pochowany w nieznanym miejscu.